# Agrostis salsa
Agrostis salsa é uma espécie de gramínea do gênero Agrostis, pertencente à família Poaceae.